# Passaggio al limite sotto segno di integrale
In analisi matematica, per passaggio al limite sotto segno di integrale si intende la possibilità di calcolare il limite di una successione di integrali come l'integrale del limite della successione delle funzioni integrande:
{\displaystyle \lim _{n\to \infty }\int _{E}f_{n}(x)\mathrm {d} x=\int _{E}\lim _{n\to \infty }f_{n}(x)\mathrm {d} x}
Tale tipo di operazione si presenta in un gran numero di applicazioni, e l'assenza di teoremi con ipotesi sufficientemente generali che permettano lo scambio del passaggio al limite con l'operazione di integrazione è uno dei motivi che hanno portato alla definizione dell'integrale di Lebesgue in sostituzione dell'integrale di Riemann.
Nel contesto dell'analisi funzionale, i teoremi di passaggio al limite sotto il segno di integrale sono lo strumento principale per stabilire se, per una data successione di funzioni, la convergenza puntuale (quasi ovunque) implica la convergenza in norma L1.

## Integrale di Riemann
Nell'integrale di Riemann, la possibilità di passare al limite sotto integrale è strettamente legata alla convergenza uniforme: il teorema principale in questo contesto afferma che lo scambio è possibile se l'insieme di integrazione è limitato e la convergenza è uniforme. La dimostrazione di questo teorema segue quasi immediatamente dalle definizioni, in quanto
{\displaystyle 0\leq \left|\int _{E}[f_{k}(x)-f(x)]\mathrm {d} x\right|\leq \int _{E}|f_{k}(x)-f(x)|\mathrm {d} x\leq |E|\sup {\{f_{k}(x)-f(x)\}}}
che tende a 0 per la convergenza uniforme. Né un'ipotesi né l'altra sono sufficienti a garantire lo scambio: per un insieme non limitato si può prendere ad esempio la successione
{\displaystyle f_{n}(x)={\frac {1}{n}}\chi _{[n,2n]}(x)}
(dove {\displaystyle \chi } indica la funzione indicatrice), mentre in un insieme limitato un semplice esempio è
{\displaystyle f_{n}(x)=n\chi _{\left[0,{\frac {1}{n}}\right]}(x)}
In entrambi i casi, le funzioni tendono puntualmente alla funzione identicamente nulla (la prima in {\displaystyle (0,+\infty )}, la seconda in [0,1]), che ha ovviamente integrale 0, ma ogni membro della successione ha integrale 1.
Le generalizzazioni di questo teorema mantengono comunque almeno in parte l'ipotesi di convergenza uniforme: si può dimostrare che se la successione {fn} tende puntualmente ad una funzione f in un insieme E, converge uniformemente in ogni compatto contenuto in E ed esiste una funzione g ad integrale finito tale che
{\displaystyle |f_{n}(x)|\leq g(x)}
per ogni x e per ogni n, allora lo scambio è possibile.
Un ulteriore problema è la possibilità che, pur esistendo il limite puntuale di una successione di funzioni integrabili secondo Riemann, questo non sia a sua volta integrabile: ad esempio, fissando una numerazione {\displaystyle \{q_{0},q_{1},\ldots ,q_{n},\ldots \}} dell'insieme dei numeri razionali, e ponendo
{\displaystyle f_{n}(x)=\chi _{\{q_{0},q_{1},\ldots ,q_{n}\}}}
si ha una successione di funzioni integrabili (con integrale nullo) che converge puntualmente alla funzione di Dirichlet, che non è integrabile secondo Riemann. Anche in questo caso l'eventuale presenza della convergenza uniforme permette di affermare l'integrabilità della funzione limite.

## Integrale di Lebesgue
Nell'integrale di Lebesgue i teoremi di passaggio al limite sotto integrali hanno ipotesi considerevolmente più deboli rispetto a quelli relativi all'integrale di Riemann. I due teoremi principe sono il teorema della convergenza monotona (o di Beppo Levi) e il teorema della convergenza dominata. Il primo afferma che lo scambio tra le operazioni di limite e di integrazione è possibile se le funzioni sono non negative e se la successione è monotona crescente, ovvero se:
{\displaystyle f_{n}(x)\leq f_{n+1}(x)\ }
per ogni x e per ogni n, mentre il secondo si applica nel caso di funzioni dominate da una funzione integrabile, ovvero in cui esiste una funzione g, ad integrale finito, tale che:
{\displaystyle |f_{n}(x)|\leq g(x)\ }
per ogni x e per ogni n. Le funzioni utilizzate devono essere misurabili per dare un senso alla successione di integrali, e non è necessario richiedere come ipotesi che la funzione limite sia misurabile poiché il limite di una successione di funzioni misurabili è misurabile. 
I teoremi possono essere leggermente ampliati richiedendo che le ipotesi (la convergenza e, rispettivamente, la monotonia e l'essere dominate) siano verificate in tutto l'insieme d'integrazione ad eccezione di un insieme di misura nulla. Un ulteriore indebolimento del teorema della convergenza monotona si ha rilassando l'ipotesi di non negatività, in quanto è sufficiente che una di esse abbia integrale maggiore di {\displaystyle -\infty } affinché, per la monotonia, condivida questa proprietà con tutte quelle seguenti. Il teorema si può applicare anche a successioni decrescenti di funzioni, ma in tal caso si deve chiedere che uno degli integrali sia minore di {\displaystyle +\infty }.
Un terzo importante risultato, dimostrato a partire dal teorema della convergenza monotona e usato nella dimostrazione della convergenza dominata, è il lemma di Fatou, che afferma che:
{\displaystyle \int _{E}\liminf _{n}f_{n}(x)\mathrm {d} x\leq \liminf _{n}\int _{E}f_{n}(x)\mathrm {d} x}
In una forma equivalente, ma più inconsueta, si ha:
{\displaystyle \int _{E}\limsup _{n}f_{n}(x)\mathrm {d} x\geq \limsup _{n}\int _{E}f_{n}(x)\mathrm {d} x}
Un corollario immediato del teorema della convergenza dominata, usato talvolta in teoria della probabilità, afferma che lo scambio è possibile se l'insieme d'integrazione è limitato e le funzioni sono uniformemente limitate (cioè esiste una costante M tale che |fn| < M per ogni n e per quasi ogni x). Il risultato ha tuttavia un suo valore autonomo, in quanto le sue ipotesi possono essere raffinate sostituendo la convergenza quasi ovunque con la convergenza in misura.

## Applicazioni

### Serie
Un caso particolare di successione di funzioni sono le somme parziali di una serie, ovvero le successioni del tipo
{\displaystyle s_{N}(x)=\sum _{n=0}^{N}a_{n}(x)}
I teoremi di passaggio al limite si trasferiscono immediatamente a questo caso: sfruttando la linearità dell'integrale nel caso di somme finite, si ottiene che la formula
{\displaystyle \sum _{n=0}^{\infty }\int _{E}a_{n}(x)\mathrm {d} x=\int _{E}\sum _{n=0}^{\infty }a_{n}(x)\mathrm {d} x}
è valida nel caso di addendi positivi (convergenza monotona) o nel caso in cui le somme parziali siano limitate da una funzione integrabile (convergenza dominata), e in particolare nel caso di convergenza assoluta.
In alcuni casi è possibile in questo modo capire se la somma di una serie di funzioni è finita o meno calcolando la somma dei suoi integrali; un esempio è la somma
{\displaystyle f(x)=\sum _{n=1}^{\infty }{\frac {1}{2^{n}}}{\frac {1}{\sqrt {x-q_{n}}}}}
dove {qn) è una numerazione dei razionali; integrando per serie (grazie al teorema della convergenza monotona) e poiché l'integrale di ogni addendo è minore di A / 2n per una costante A, l'integrale di f risulta finito, e quindi f stessa continua quasi ovunque.
Un caso molto particolare è dato nel caso in cui la misura considerata sia la misura del conteggio: in tal caso gli integrali si riducono semplicemente alle somme, e nelle ipotesi dei teoremi di scambio (non negatività e convergenza assoluta) si ottiene la formula
{\displaystyle \sum _{i=0}^{\infty }\sum _{j=0}^{\infty }a_{ij}=\sum _{j=0}^{\infty }\sum _{i=0}^{\infty }a_{ij}}

### Dominio variabile
In alcuni casi a variare non è la funzione, ma il dominio d'integrazione; ovvero, data una successione decrescente {En} di insiemi, ci si chiede se 
{\displaystyle \lim _{n\to \infty }\int _{E_{n}}f(x)\mathrm {d} x=\int _{\lim _{n\to \infty }E_{n}}f(x)\mathrm {d} x}
In tal caso, ci si può ricondurre al caso moltiplicando per la funzione indicatrice di En, ovvero ponendo
{\displaystyle f_{n}(x)=f(x)\chi _{E_{n}}(x)}
Si ottiene così una successione di funzioni ai quali possono essere applicati i teoremi precedenti.

### Scambio di integrali
Il calcolo effettivo della quasi totalità degli integrali multipli dipende in maniera cruciale dalla possibilità di ridurre l'integrale in più dimensioni a più integrali in una dimensione, ovvero di poter avere:
{\displaystyle \int _{\mathbb {R} ^{2}}f(x,y)\mathrm {d} x\mathbb {d} y=\int _{\mathbb {R} }\mathrm {d} x\int _{\mathbb {R} }f(x,y)\mathrm {d} y=\int _{\mathbb {R} }\mathrm {d} y\int _{\mathbb {R} }f(x,y)\mathrm {d} x}
dove per semplicità si è scritto un integrale sui reali in due dimensioni. La possibilità di effettuare questo scambio dipende in maniera critica dai teoremi di passaggio al limite: nella dimostrazione del teorema di Tonelli, che afferma la possibilità dello scambio per funzioni positive, vi è infatti la possibilità di approssimare ogni funzione misurabile con una successione crescente di funzioni semplici alla quale poter applicare il teorema della convergenza monotona.

### Teoria della probabilità
La teoria della probabilità, che si basa sulla teoria della misura, ha tra i suoi strumenti anche i teoremi di passaggio al limite sotto segno di integrale: due tra gli usi di questo sono nella prova dell'esistenza del valore atteso condizionato e del teorema dell'optional stopping per supermartingale.
Nella prima, dopo aver espresso una variabile casuale integrabile X (cioè in L1) come limite di una successione crescente {Xn} di funzioni in L2 (per cui si può dimostrare più facilmente l'esistenza della media condizionata), si può usare la convergenza monotona per ottenere la media condizionata {\displaystyle E(X|{\mathfrak {F}})} come limite di {\displaystyle E(X_{n}|{\mathfrak {F}})}; nel secondo invece la convergenza dominata è usata per stabilire sotto quali condizioni (equilibrando quelle richieste sulla successione {Xn} e quelle sul tempo d'arresto τ) si ha
{\displaystyle E(X_{\inf\{n,\tau \}})\to E(X_{\tau })}
in modo da poter usare le proprietà delle supermartingale per ottenere
{\displaystyle E(X_{\tau })\leq E(X_{0})}
e in particolare, per martingale,
{\displaystyle E(X_{\tau })=E(X_{0})}
risultato che è spesso utile nel calcolo di {\displaystyle E(\tau )}.